# Ишкуза
Ишкуза, или Скифское царство (аккад. ašguza, др.-греч. Σκύθης, ивр. אשכוז‎) — военное и/или политическое образование, созданное скифами в VII—VI вв. до н. э. на территории современной Передней Азии. Вопрос о точных границах и форме государственности (царство, военно-политическое объединение или опорная база скифов) Ишкузы остаётся открытым. Центр  обычно локализуется в Закавказье — в западной части современного Азербайджана, и/или на северо-западе Ирана — в районе озера Урмия.

## Расположение и границы

Скифское царство

Территория, занятая скифами, на юго-востоке граничила с мидянами, на юге с Маннейским царством, а на западе с Ванским царством. При этом она нигде не граничила с Ассирией. Территория царства приблизительно находилась между северной оконечностью озера Урмия (Иранский Азербайджан) и рекой Кура, вероятно, охватывая Мильскую степь. Предполагается, что официальным мидийским названием ядра Скифского царства было Сакасена (иранск. *Saka-ŝayana — «обитаемая территория саков») (в районе нынешней Гянджи), в западной части современного Азербайджана. По мнению Ричарда Фрая и Анатолия Хазанова, центром Скифского царства была Муганская степь.

## Этноним

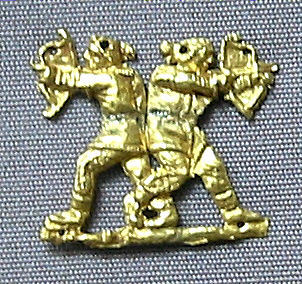
Скифские лучники. Золотая бляшка из кургана Куль-Оба. IV в. до н. э. Государственный Эрмитаж

«Скифы» было общим названием, которое давали греки всем кочевникам, жившим в Северном Причерноморье и на Северном Кавказе, говорившим на иранском языке и материальная культура которых обладала известными характерными чертами. Но термин не являлся самоназванием ни для одного из этих племён. В отличие от них, для племени, вторгшегося в Переднюю Азию, «скиф» (skuδa) должно было являться самоназванием. Именно через них имя «скифов» (греч. skuthai) впервые стало известно. Именно с него, вероятно, название было перенесено на все «скифские» племена. На момент первых контактов с ассирийцами и греками самоназвание скифов звучало как Skuδa (из Skuda), которое в дальнейшем при переходе δ > l приобрело форму Skula.
Действительной формой термина «скиф» было skuδa, так как гласный звук присутствующий в восточных передачах названия (ассир. ašguzai, asguzai, вавил. išguzai, страна Išguza, др.-евр. Ašguz) — это протетический гласный, используемый по правилам семитской фонетики перед двухсогласным началом.
По мнению В. И. Абаева, термин «скиф» этимологически связан с германской группой skut — «стрелок из лука», «стрелять». Скифы получили это название от своих соседей германцев, а от них оно распространилось среди греков и в Малой Азии. Скифы, действительно, получили признание как отличные лучники. Об этом также свидетельствуют колчаны со стрелами, найденные в скифских памятниках и множество изображений на изделиях. По сообщению Геродота, мидяне обучались искусству стрельбы из лука у скифов..
В Средние века название «Ашкена́з», полученное из семитского «Ишкуза», евреи перенесли на территории Германии, так как в средневековой раввинской литературе Германия воспринималась как место расселения потомков Аскеназа, внука Иафета. Также, словом ашкеназы стали обозначать этническую группу евреев, проживающих на этих землях.

## Общественный строй
Скифы представляли собой организованное общество, предположительно союз племён, руководимый родоплеменным советом и военными предводителями. Об этом свидетельствует переселение людей по плану разработанному заранее. Подобные союзы, возможно, создавались скифами и раньше, но были значительно меньшими по размерам и с более ограниченными целями. Эта миграция объединила большинство кочевого населения Скифии и, предположительно, часть оседлого.
Основным фактором для поддержания международного веса скифов являлась мощная военная организация.
В древневосточных источниках вожди скифов называются «царями», а область их локализации «царством».

## История

### Появление в регионе
По общепринятой версии, скифы вторглись в Закавказье, преследуя киммерийцев. Согласно Геродоту, скифы проникли в Закавказье через Дербентский проход. 

Скифы во всяком случае вступили в Мидию не этим путём, но, свернув с прямой дороги, пошли верхним путём, гораздо более длинным, оставляя при этом Кавказские горы справа.— Геродот, «История»
Частью они обосновались в пределах Восточного Закавказья, создав полукочевое государственное образование, получившее в древневосточных текстах название Ишкуза. Вторжение киммерийцев в Малую Азию, согласно древневосточным источникам, датируется 20-ми годами VIII века до н. э., в то время как первые упоминания о скифах появляются лишь в 70-х годах VII века до н. э. Следовательно, вторжение киммерийцев и скифов разделяет пятьдесят лет. Из чего следует, что они двигались в Азию независимо друг от друга и в совершенно разные места. Скифы поселились рядом с родственными им ираноязычными мидянами.
На протяжении почти ста лет скифы участвовали в событиях, происходящих в Передней и Малой Азии, что не позволяет квалифицировать их активность как единичные походы скифов из Северного Причерноморья. Скифы выступают в Азии в определённой области в течение длительного времени. Это миграция являлась переселением, с расчётом остаться на новых территориях. Есть предположение, что возможной причиной миграции скифов могли быть серьёзные изменения в окружающей их природной среде.
Скифы, появившиеся на исторической арене как сильный племенной союз, вели активную внешнюю политику, участвуя в крупных военных походах.

### Возвышение царства

#### Участие в мидийском восстании
Судя по запросам к оракулу бога солнца Шамашу в период правления Ассархаддона, ситуация на восточных границах Ассирии становится чрезвычайно напряжённой. В 674 года до н. э. ассирийцы сталкиваются с сопротивлением населения при сборе дани с покорённых мидийских областей. Положение ещё более осложняется к концу года в результате нападения скифов на ассирийские отряды в областях Бит-Кари, Мадай, Сапарда. Скифы могли оказаться на этих территориях лишь пройдя через территорию Манны. В период войны 672 — 669 годов до н. э. скифы вместе с киммерийцами выступают союзниками маннейцев, угрожая ассирийцам нападением через перевал Хубушкии на пограничные территории. В том же году скифы появляются в центральной Мидии, что ставит под вопрос само существование ассирийского господства на завоёванных ранее территориях. Это сопротивление в конечном итоге привело к образованию анти-ассирийского союза и Мидия со своими союзниками подняли открытое восстание против Ассирии. Скифы выступают против Ассирии, в союзе с маннейцами и мидийцами. В этот период вождём скифов был Ишпакай. Маннейцам, объединившимся со скифами, удалось захватить ряд пограничных ассирийских крепостей. Ассирия пыталась начать переговоры и со скифами, и с вождём мидийских племён Каштарити с целью разорвать их союз. В ходе этой войны вождь скифов Ишпакай был убит. Вероятно, это произошло в конце 673 года до н. э. Его смерть позволила ассирийцам ослабить последствия мидийского восстания.

#### Союз с Ассирией
Его наследником становится Партатуа (Прототий). Ассирийские источники называют его «царём страны Ишкуза», а не просто «скифом» или скифским вождём. Это говорит об изменении положения скифов в занятой ими стране, из вождя племени их предводитель превращается в царя, подобно иным правителям востока. Партатуа начинает переговоры предложенные ассирийцами и просит руки дочери Асархаддона, как залог дружбы и союза с Ассирией. Сохранился запрос ассирийского жречества к оракулу:

Шамаш, великий господь, как я спрашиваю тебя, так ты отвечай мне надёжным согласием. Бартатуа, царь страны скифов, который послал теперь (вестника) Асархаддону, царю Ассирии (для заключения союза) (?). Так как Асархаддон, царь Ассирии, дает теперь царевну из дворцового гарема (Бартатуа, царю скифов), вступит ли Бартатуа, царь скифов, честно в союз (?), будет ли он вести честные, надёжные речи по отношению к Асархаддону, царю Ассирии, будет ли соблюдать и верно исполнять то, что определено Асархаддоном, царем Ассирии. Твое великое {270/16} божество знает это. Истребованы ли и утверждены его речи соответственно требованию и речению твоего великого божества, о Шамаш, великий господь. Действительно ли увидят и услышат это?— «Запрос Асархаддона к оракулу бога Шамаша»

Скифы в Закавказье в период владычества Ассирии

Окончательный результат этих событий остаётся неясным. Наиболее распространённой считается версия, согласно которой, Партатуа согласился на союз с Ассирией, по другим мнениям, после переговоров о браке, скифы остались враждебны по отношению к Ассирии.
В результате этих событий Скифское царство значительно укрепилось политически и в качестве «Страны Ишкуза» получает признание сильнейшей державы того периода — Ассирии. Глава царства Партатуа признаётся царём и, вероятно, получает в жёны дочь ассирийского царя. В результате происшедших изменений в политике Скифского царства Ассирии удалось с помощью скифов отбить у мидян и удержать некоторые свои владения в Мидии. Все остальные мидийские территории освободились от власти Ассирии, создав независимое Мидийское царство, подобно Ванскому царству и Манне. Но в тылу у этих государств находился союзник Ассирии Скифское царство.
Вскоре, не смирившись с понесённым поражением, ассирийцы вновь начинают проявлять активность на востоке. Первое нападение в 660/659 году до н. э. было совершенно на Манну. В результате в плен было взято окрестное население и угнан скот. Поражение Манны привело в восстанию и убийству правителя страны Ахсери. Его сын попросил помощи у Ашшурбанапала против своего народа. Наиболее вероятно, что восстание было усмирено зятем царя Ассирии — царём скифов Мадием. В тот же период Мадий со скифами был послан Ассирией в Малую Азию для войны с киммерийцами. В результате их появления в Малой Азии, скифы стали известны грекам, вследствие чего, вероятно, и складывается легенда о преследовании киммерийцев скифами с их родины, которая появилась в поэме Аристея Проконнесского, жившего в то же время. После этих событий сведения о скифах обрываются на тридцать лет вследствие малочисленности письменных источников того времени.

#### Участие в войне Вавилона с Ассирией
Появлении вновь скифов на исторической арене датируется последней четвертью VII века до н. э. Вавилон, важнейший центр древневосточной культуры, входивший в состав Ассирии, восстал во главе с Набопаласаром и создал мощную коалицию союзников главным из которых была Мидия. В 623 году до н. э. царь Мидии Киаксар, реорганизовавший мидийскую армию, осадил Ниневию. Над Ассирией нависает реальная угроза уничтожения, но в ход военных событий вмешиваются скифы. Скифы во главе с «Мадием, сыном Прототия, напали на мидян и победили их». Одержав победу над мидянами, скифы двинусь в Месопотамию, Сирию, Палестину и дошли до границ Египта. Фараону Египта Псамметиху I удалось откупиться данью от нашествия.

(VI, 22)… Так сказал Яхве: Вот народ идет из северной страны, великий народ встает от краев земли. (23) Держат лук и короткое копье, жесток он! Они не сжалятся! Голос их ревет, как море, скачут на конях, выстроились, как один человек, на войну против тебя, дочь Сиона!— Из «Книги Иеремии»

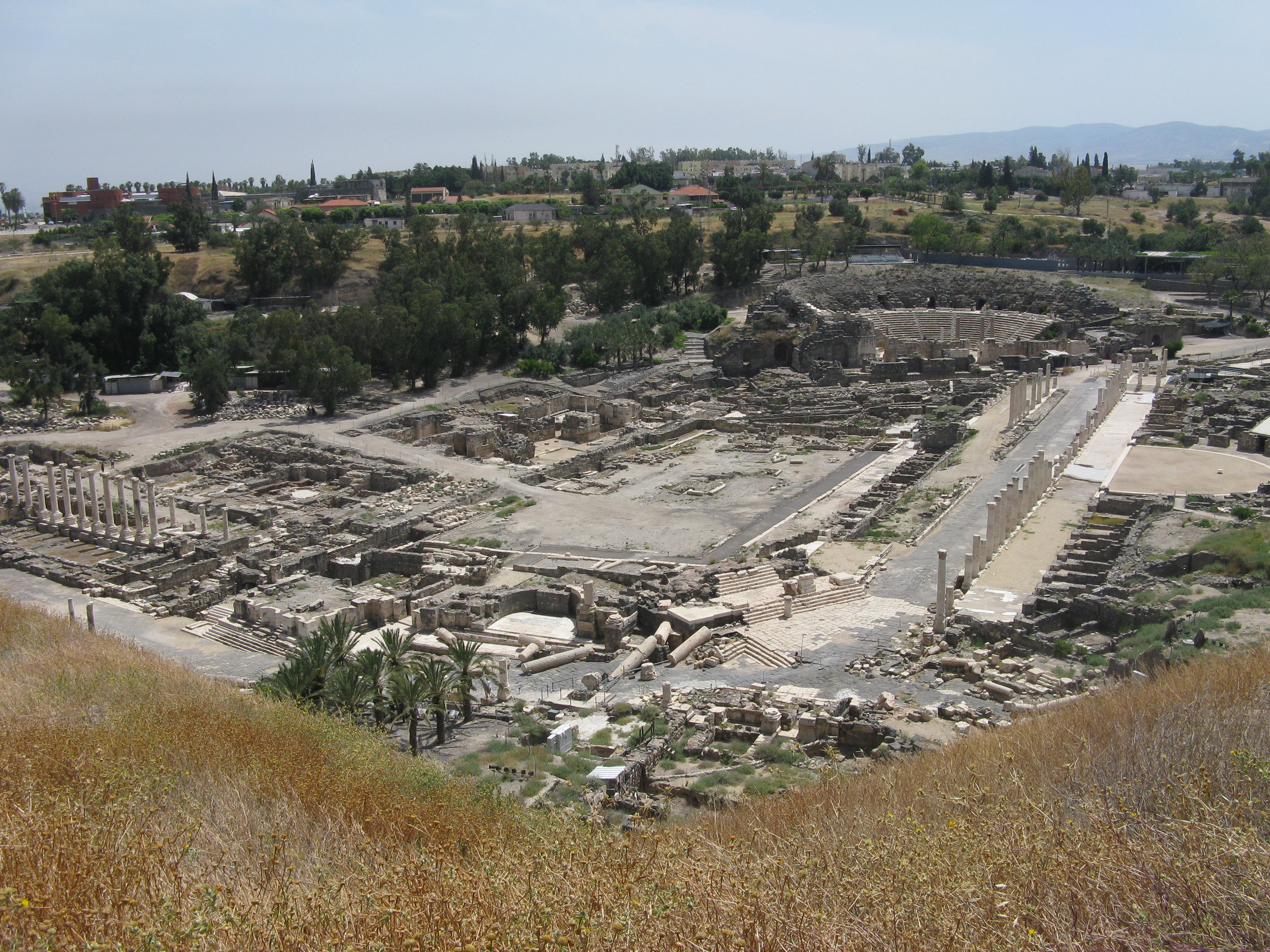
Древний Скифополь. Вид с холма

В 614/613 году до н. э., мидийские войска направились на Ассирию. На пути следования они встречаются со скифами, вероятно, движущимися на помощь ассирийцам. Во время встречи царю Мидии Киаксару удалось уговорить Мадия присоединиться к антиассирийской коалиции. Соединённые силы вавилонян, мидян и скифов осадили Ниневию и через три месяца в августе 612 году до н. э. Ниневия пала. Победителям досталась огромная добыча и множество пленных. Мидяне, забрав добычу, возвращаются в свою страну, а скифы и вавилоняне продолжили завоевание Ассирии. В 604 году до н. э. скифами был сожжён знаменитый храм Астарты — Афродиты в Аскалоне в Палестине. Затем вавилоняне и скифы направились в Палестину и Египет. Фараону Нехо в 600 году до н. э. с трудом удалось остановить это нашествие. Главный удар скифского нашествия пришёлся по Палестине, где в то время существовало Иудейское царство царя Иоакима. Нашествие было внезапным. В результате были опустошены сельские местности, разорены угодья и угнано большое количество скота. Жители Иудеи пытались спастись за крепостными стенами, но скифами были атакованы и взяты несколько крепостей. В результате нашествия Иудея стала вассалом Вавилона. Среди них был и древний город Бейт-Шеан. Здесь был оставлен отряд скифов и это место некоторое время являлось базой для дальнейших набегов. Часть населения области спустя века хранила память о завоевании скифов и считало себя их потомками. В III веке до н. э. город был назван греками Скифополь. Там существовал лагерь и кладбище скифов, погибших от эпидемии.
С конца 609 года до н. э. по август 607 года до н. э. вавилонские войска под предводительством Набопаласара и его сына Навуходоносор, а также со своими союзниками скифами и мидийцами разгромили Урарту и Манну — союзников Ассирии. Эти страны стали долей скифов в «ассирийском наследстве». Они стали данниками скифов, но не были лишены государственной автономии. В некоторых крепостях, например в урартской Тейшебаини, находились скифские гарнизоны.

#### Взятие Тейшебаини

Наконечники стрел «скифского» типа, найденные при раскопках Тейшебаини. Бронза VII в. до н. э. Эрмитаж.

В начале VI века до н. э. скифами был разрушен урартский административный центр — Тейшебаини или «город бога Тейшебы». Археологический материал позволяет установить до мельчайших деталей обстоятельства гибели города. Скифы штурмовали крепость через боковые ворота около берега реки Раздан, к которым они могли подойти только после падения города, расположенного к западу и югу от крепости. Осада крепости была недолгой, судя по пищевым запасам осаждённых, и решительный штурм скифов, происшедший внезапно ночью, привёл к взятию и разрушению цитадели. Перед началом штурма нападавшие обстреляли крепость и забросали горящими предметами, что привело к пожару во дворе цитадели. Во время штурма скифами была подожжена и сама цитадель. При раскопках были обнаружены многочисленные следы сильного пожара. При взятии цитадели была разрушена ирригационная система, что привело к тому, что до начала нашей эры жизнь на этих территориях не возобновлялась.

### Исчезновение с исторической арены
К началу VI века до н. э. и для вавилонян возникает угроза нападения со стороны скифов. Урарту, Манна, Мидия, Ассирия, Малая Азия и Заречье подверглись разграблению с их стороны. Самым богатым странам Ближнего Востока, Египту и Вавилонии удалось избежать этой участи. Египет был недоступен из-за дальности расположения. В 597 — 595 годах на границе Вавилонии происходят постоянные стычки со скифами. Скифские отряды доходили до стен Вавилона и обстреливали их из лука. Основа экономики страны — земледелие пришло в упадок. В пятнадцать раз поднялись цены на ячмень и финики. Скифы мобилизовывали силы для вторжения в Вавилонию, требуя дополнительные войска от своих данников Мидии, Манны и Урарту. В 595/594 году в разгар подготовки скифского вторжения мидийский царь Киаксар пригласил вождей скифов к себе на пир, где мидяне, напоив, перебили их, обезглавив таким образом Скифское царство. Скифской гегемонии в Передней Азии приходит конец. Однако, маловероятно, что скифы бежали в Северное Причерноморье при первых же ударах мидян. Скифское царство оставалось самоуправляющимся, хотя и подчинённым Мидии, ещё некоторое время. В «Книге Иеремии», отрывке, датируемом 593 годом до н. э., Ишкуза упоминается как зависимое от Мидии царство:

Поднимайте по всей земле знамёна, средь народов в рог трубите, на войну с Вавилоном освятите народы, созовите против него царства — Арарат, Минни, Ашкеназ — полководца против него пошлите, коней соберите, что тучу саранчи! На войну с Вавилоном освятите народы, царей Мидии, владык её и наместников, всю подвластную им землю.— «Из книги Иеремии»
Однако следом на историческую сцену выходят массагеты, которые по некоторым версиям, во времена Томирис занимали эти территории, а по сообщениям Геродота, также относились к скифским племенам. В более позднее время, на этих территориях также были известны массагеты, которые армянскими источниками названы маскутами.

## Археология

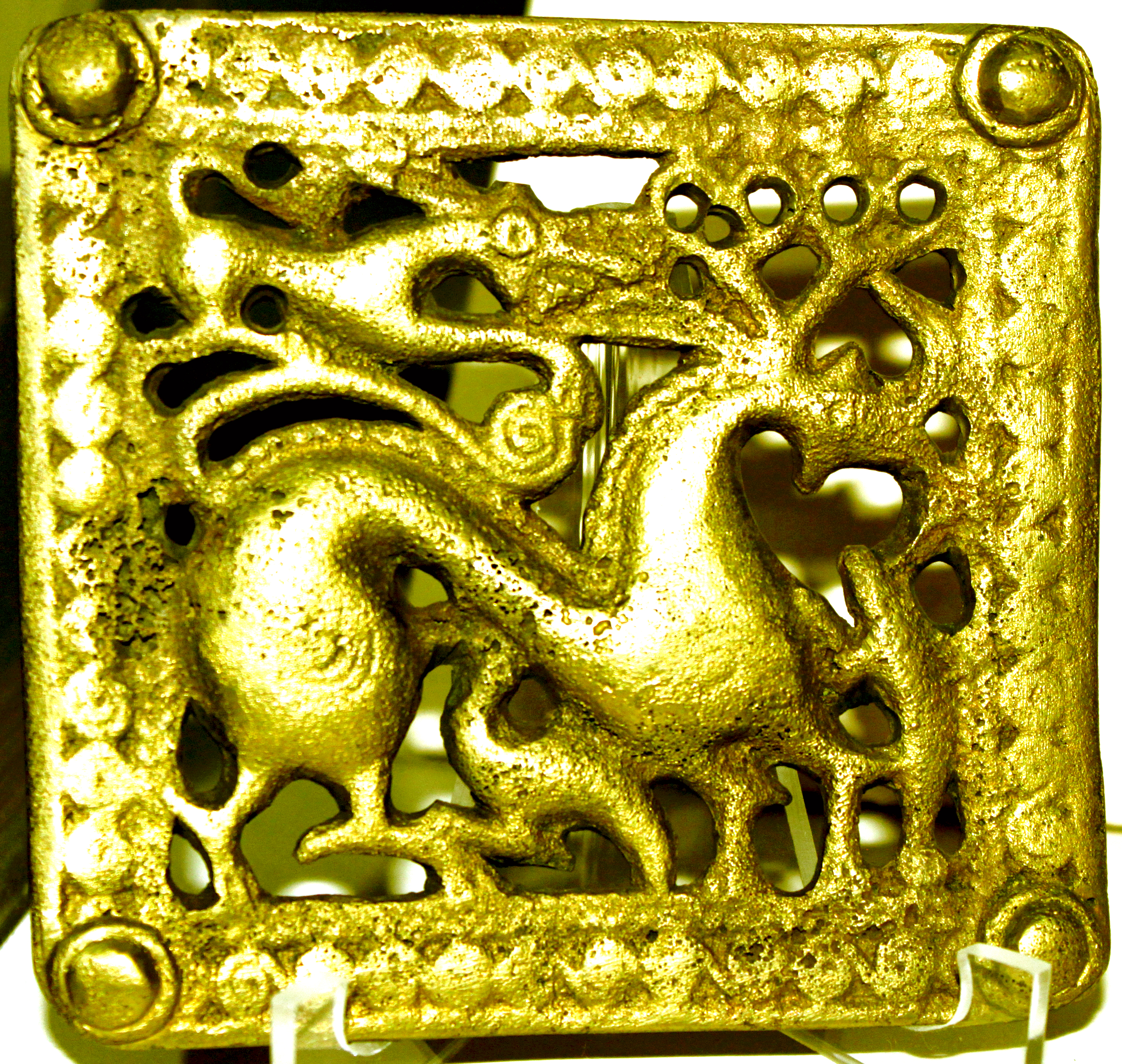
Золотая бляшка из Мингечаура

С пребыванием скифов в регионе связаны ряд находок в Северном Иране (Гасанлу) и в Талыше (на территории Иранского Азербайджана и Азербайджанской Республики), а также в курганах Мингечаура и в ряде памятников Мильской степи, в том числе датируемом VII в. до н. э. Малом кургане около Кямиль-Тепе. Здесь были обнаружены конский череп, предметы конского снаряжения, а также керамика. В погребениях Талыша на территории Азербайджана были найдены элементы железной уздечки с трёхпетельчатыми псалиями и топор из железа по типу близкий к скифскому, бронзовые фигурки быка и лося с короткими рогами, выполненные в кавказском «зверином стиле».

## Цари
- Ишпакай — скифский вождь
- Партатуа — упомянут в ассирийских текстах
- Мадий — вел успешные войны с Мидией и соседними странами
- Ариант — продолжил военные набеги своего предшественника Мадия, подчинив себе почти всю Малую Азию

## Отражение царей Ишкуза в древнеармянской историографии
См. (Մ. Խորենացի «Պատմություն Հայոց» Եր. — 1981թ, / М. Хоренаци История Армении. — Ер., 1981г./), Մխիթարյան Ա․ե․, Հաբեթի սերունդները, Հայաստանի Հանրապետություն, քաղ․ Երևան: Հեղինակայնի հրատարակություն (2002թ․) /Мхитарян А․ Е․. Потомки Иафета, Республика Армения, г․ Ереван: Авторское издание, 2002г. — ISBN 99930-4-060-6./ 
- Спака (Ишпакай) — [у Мовсеса Хоренаци упоминается именем Скайорди /дословно։ сын сака/] поддержал Араратског /Урарту/ царя Руса II при наследстви трона, и предоставил убежище сыновьям отцеубиц, ассирийского царя Синахерима (705-681 до н.э.) борясь против Асархадона, где он и погиб․ Сведения об этих событиях сохранились в древнеармянской историографии, где сказано: «Сыновья Сеннахирима, Адрамелех и Санассар, убив своего отца /согласно Библии, убийцами были сыновья царя Адрамелех и Шарецер (4Цар. 19:37; Ис. 37:38)/, бежали к нам. Наш отважный предок Скайорди поселил их на юго-западе нашей страны.» (Մ. Խորենացի <<Պատմություն Հայոց>> Եր.-1981թ, էջ 83-85 /М. Хоренаци "История Армении" Ереван-1981, стр. 83-85/)
- Партатуа — [у Мовсеса Хоренаци упоминается именем Паруйр, сын Скайорди] упомянут в ассирийских текстах Асархадона․ Сведения об этих событиях сохранились в древнеармянской историографии, где сказано: «Варбакес /Арбак правитель Арнасии/ по происхождению Мидиец … . Превлекает в свою сторону храброго княза Паруйра /Партатуа/, обещая ему царственная честь и коронация … . Таким образом, завоевав царство у Сарданапала /Ашшурбанапала/, он властвует над Ассирией и Ниневией. Но (вероятно, по согласованию с Ашшурбанипалом) он там оставляет надзирателей и возвращается в Марастан.» (Մ. Խորենացի <<Պատմություն Հայոց>> Եր.-1981թ, էջ 79 /М. Хоренаци "История Армении" Ереван-1981, стр. 79/)
- Мадий — [у Мовсеса Хоренаци упоминается именем Рачя /дословно։ огнеглазий/] упамянут у Геродота и в пророчестве Иеремия։ где сказано - <<поднять флаг среди стран, трубит трубу среди народов, пригласить против Вавелона царства Арарата, Мана и Аскеназа /Ишкуза/ >>․ Вел успешные войны с Мидией и его союзником Вавилоном․ Сведения об этих событиях сохранились в древнеармянской историографии, где сказано: «говорят, в его время жил Навуходоносор, захвативший в плен евреев․ И говорят, что он один из вождей пленных евреев Навуходоносора։ по имени Шамбат, привез со своим родом и поселил в нашей стране․» (Մ. Խորենացի <<Պատմություն Հայոց>> Եր.-1981թ, էջ 81 /М. Хоренаци "История Армении" Ереван-1981, стр. 81/)
- Ариант или Ариавтав — [у Мовсеса Хоренаци упоминается именем Арташес Первозванный /современник царя Лидии Крёз/] упамянут у Геродота, завоевал Малую Азию, по сведениям М. Хоренаци было убыто руками своих же бунтававших войск․ Сведения об этих событиях сохранились в древнеармянской историографии, где сказано: «Арташес Первозванный, завоевав землю между двумя морями, наполняет океан множеством кораблей, желая подчинить себе весь запад . ․ ․ . Но не могу сказать, в результате чего возникает большой шум и суматоха, и многочисленные войска начинают убивать друг друга, а Арташес Первозванный умирает, спасаясь, как говорят, от своего войска.» (Մ. Խորենացի <<Պատմություն Հայոց>> Եր.-1981թ, էջ 139-145 /М. Хоренаци "История Армении" Ереван-1981, стр. 139-145/)